# Yang Jung-mo
Yang Jung-mo (koreanisch 양정모; * 28. Februar 1953 in Busan) ist ein ehemaliger südkoreanischer Ringer.

## Karriere
Yang gewann 1974 bei den Asienspielen die Goldmedaille im Freistil im Federgewicht. 1975 folgte Bronze bei der Weltmeisterschaft, bevor er 1976 bei den Olympischen Spielen in Montreal olympisches Gold im Federgewicht gewann.
1978 holte er erneut Gold bei den Asienspielen sowie Silber bei der Weltmeisterschaft. Bei der Eröffnungszeremonie der Olympischen Spiele 1988 in Seoul war er einer der Fahnenträger der olympischen Flagge.